# 諾沃薩德島
諾沃薩德島（英語：Novosad Island），是南極洲的島嶼，位於維多利亞地的彭內爾海岸，處於代曼角東北面4英里，屬於萊爾群島的一部分，美國地質調查局根據測量和美國海軍拍攝的空中照片繪入地圖，現時由南極條約體系管理。